# Amin Maalouf
Amin Maalouf (in arabo: أمين معلوف; Beirut, 25 febbraio 1949) è un giornalista e scrittore libanese naturalizzato francese. È membro dal giugno del 2011 dell'Académie française, della quale svolge permanentemente dal settembre 2023 al presente le funzioni di Segretario perpetuo.

## Biografia

### Le origini
Amin Maalouf è nato a Beirut in una famiglia di intellettuali libanesi di confessione melkita, poi protestante, e discendente di una tribù cristiana sedentarizzata sulle pendici del Monte Libano dal XVI secolo
. Nato da un padre giornalista e musicologo, Maalouf trascorre i primi anni della sua infanzia in Egitto, patria d'adozione del nonno materno, che aveva fatto fortuna come imprenditore ad Eliopoli. Suo padre, anche lui poeta e pittore, discendeva da una famiglia di insegnanti e direttori di scuola e rinunciò al protestantesimo per entrare nella Chiesa maronita sposandosi. Sua madre, Odette Ghossein, veniva dal ramo di una famiglia francofona e maronita provieniente da Istanbul, città altamente simbolica nell'immaginario di Amin Maalouf, l'unica che è menzionata nei suoi lavori. La cultura del nomadismo e della «minoranza» che abita la sua opera si spiega senza dubbio, in parte, con la molteplicità delle sue patrie d'origine, e con l'impressione di essere sempre straniero: cristiano nel mondo arabo o arabo in Occidente.
Il percorso scolastico di Amin Maalouf inizia a Beirut nel 1957, in una scuola di gesuiti, mentre le sue tre sorelle studiano in Francia, in una scuola di suore a Besançon. Le sue prime letture sono in arabo, compresi i classici della letteratura occidentale; i suoi primi tentativi letterari, segreti, sono fatti in francese, lingua che è allora per lui la «lingua d'ombra», in opposizione alla «lingua di luce», l'arabo. Studia sociologia e scienze economiche all'Université Saint-Joseph, e poi presso l'università di Beirut. dove incontra Andrée, insegnante, che sposa nel 1971. Poco dopo diventa giornalista, per conto del principale quotidiano di Beirut, An-Nahar, dove pubblica articoli di politica internazionale.

### Giornalista e poi scrittore, in Francia
Allo scoppio della guerra civile libanese nel 1975, i Maalouf si rifugiano in montagna con i figli, nella casa di famiglia del villaggio di Machrah, sul monte Libano. L'anno dopo però Maalouf decide di lasciare il Libano per la Francia, dove arriva il 16 giugno 1976; sua moglie e i tre figli lo raggiungono pochi mesi dopo. In Francia trova prima lavoro come giornalista in una rivista mensile di economia, poi diventa redattore capo di Jeune Afrique. 
Dagli anni ottanta inizia l'attività di scrittore, dando alle stampe opere che ricevono numerosi riconoscimenti.
Nel 1993 ha vinto il premio Goncourt per il romanzo Col fucile del console d'Inghilterra (Le Rocher de Tanios) e nel 2004 ha vinto il Premio Mediterraneo con Origines.  Nel 2010 ha vinto il premio Principe delle Asturie per la letteratura, nel 2019 il Premio Aujourd'hui con Le naufrage des civilisations e nel 2020 il Premio Malaparte.

## Opere

### Romanzi
- Leone l'Africano (Léon l'Africain, 1986), traduzione di Laura Frausin Guarino, Collezione La Gaja Scienza, Milano, Longanesi, 1987, ISBN 978-88-304-0739-8.
- Il manoscritto di Samarcanda (Samarcande, 1988), trad. di Emanuela Fubini, Collezione La Gaja Scienza, Milano, Longanesi, 1989, ISBN 978-88-304-0874-6; Milano, TEA, 1994, ISBN 978-88-781-9619-3; Collana Tascabili, Milano, Bompiani, 2003, ISBN 978-88-452-5446-8.
- Giardini di luce (Les Jardins de lumière, 1991), trad. di E. Fubini, Collana Scrittori da tutto il mondo, Milano, Corbaccio, 1993, ISBN  978-88-797-2037-3; Milano, TEA, 1996, ISBN 978-88-781-8006-2; Collana I grandi tascabili n.725, Milano, Bompiani, 2001, ISBN 978-88-452--47156.
- Il primo secolo dopo Beatrice (Le Premier Siècle après Béatrice, 1992), trad. di Egisto Volterrani, Collana Letteraria, Milano, Bompiani, 2001, ISBN 978-88-452-4850-4.
- Col fucile del console d'Inghilterra (Le Rocher de Tanios, 1993), trad. di E. Volterrani, Collana Letteraria, Milano, Bompiani, 2002, ISBN 978-88-452-2257-3; Collana I Delfini. Bestseller, Milano, La nave di Teseo, 2021, ISBN 978-88-346-0699-5.
- Gli scali del Levante (Les Échelles du Levant, 1996), trad. di E. Volterrani, Collana Letteraria, Milano, Bompiani, 1997, ISBN 978-88-452-3085-1.
- Il periplo di Baldassarre (Le Périple de Baldassare, 2000), trad. di E. Volterrani e F. Paganoni, Collana Letteraria, Milano, Bompiani, 2000, ISBN 978-88-452-4552-7; Collana I grandi delfini, Milano, La nave di Teseo, 2022, ISBN 978-88-346-1259-0.
- I disorientati (Les Désorientés, 2012), trad. di Fabrizio Ascari, Collana Narrativa stranieri, Milano, Bompiani 2013, ISBN 978-88-452-7233-2.
- I nostri fratelli inattesi (Nos frères inattendus, 2020), traduzione di Anna Maria Lorusso, Collana Oceani, Milano, La nave di Teseo, 2021, ISBN 978-88-346-0637-7.

### Saggistica
- Le Crociate viste dagli Arabi (Les Croisades vues par les Arabes, 1983), trad. di Z. Moshiri Coppo, Torino, Società Editrice Internazionale, 1989, ISBN 978-88-050-5050-5; Collana I Fari n.71, Milano, La Nave di Teseo, 2020, ISBN 978-8-834-60148-8.
- L'identità (Les Identités meurtrières, 1998), trad. di F. Ascari, Collana Passaggi, Milano, Bompiani, 1999, ISBN 978-88-452-4205-2; Nuova introduzione dell'Autore, Collana Tascabili n.951, Milano, Bompiani, 2005, ISBN 978-88-452-3448-4.
  - Identità assassine. La violenza e il bisogno di appartenenza, Collana Le onde, Milano, La nave di Teseo, 2021, ISBN 978-88-346-0905-7.
- Notte senza fine. Amore, tradimento, incesto, con Tahar Ben Jelloun e Hanif Kureishi, a cura di Elisabetta Sgarbi, Collana AsSaggi, Milano, Bompiani, 2004, ISBN 978-88-452-3322-7.
- Origini (Origines, 2004), trad. di E. Volterrani, Collana Narratori stranieri, Milano, Bompiani, 2004, ISBN 978-88-452-1364-9; Collana I Delfini n.15, Milano, La nave di Teseo, 2016, ISBN 978-88-934-4050-9.
- Un mondo senza regole (Le Dérèglement du monde, 2009), trad. di F. Ascari, Collana Saggi, Milano, Bompiani, 2009, ISBN 978-88-452-6346-0.
- Una poltrona sulla Senna. Quattro secoli di storia di Francia (Un fauteuil sur la Seine : Quatre siècles d'histoire de France, 2016), traduzione di Anna Maria Lorusso, Collana I Fari, Milano, La nave di Teseo, 2016, ISBN 978-88-934-4035-6.
- Il naufragio delle civiltà (Le Naufrage des civilisations, 2019), trad. di Anna Maria Lorusso, Collana I Fari n.55, Milano, La nave di Teseo 2019, ISBN 978-88-93-44927-4

## Lauree
- Dottore honoris causa de l'Université Catholique de Louvain (Belgio)
- Dottore honoris causa de l'American University of Beirut (Libano)
- Dottore honoris causa de l'Universitad Rovira i Virgili di Tarragona (Spagna)
- Dottore honoris causa de l'Universidade d'Evora (Portogallo)